# Strandvägen
Strandvägen je ulica na Östermalmu v središču Stockholma na Švedskem. Dokončan ravno v času svetovne razstave v Stockholmu leta 1897, je hitro postal znan kot eden najprestižnejših naslovov v mestu.
Strandvägen, ki se razteza 1 km vzhodno od Nybroplana, prestrežejo (od zahoda proti vzhodu) Arsenalsgatan, Nybrogatan, Sibyllegatan, Artillerigatan, Skeppargatan, Grevgatan, Styrmansgatan, Grev Magnigatan, Torstenssonsgatan, Banérgatan, Narvavägen, Djurgårdsbron, Storgatan, Ulrikagatan in Oxenstiernsgatan. Ima štiri vzporedne ulice: Almlöfsgatan, Väpnargatan, Kaptensgatan in Riddargatan. Hamngatan tvori nadaljevanje na njegovem zahodnem koncu, prav tako Djurgårdsbrunnsvägen na njegovem vzhodnem koncu.
Tramvaj dediščine Djurgården pelje čez Strandvägen. Vode južno od ulice se imenujejo Nybroviken, Ladugårdslandsviken in Djurgårdsbrunnsviken.

## Zgodovina
Ulica se prvič omenja kot Ladugårdslands Strandgata oziroma Strandvägen leta 1885. Vendar pa se je o izjemnem pomolu vzdolž sedanje obale prvič razpravljalo leta 1857 in v dveh letih je bil pripravljen predlog za kombinirano pristanišče in sprehajališče, zasajeno z drevesi – »ulico brez primere v Evropi«. Dela so se začela leta 1862, vendar je bila sredi 1870-ih hoja ob obali v najboljšem primeru izvedljiva, saj je bilo območje še vedno polno lop in barak. Prva drevesa vzdolž 79 m široke ulice so bila posajena leta 1879, in čeprav so se gradbena dela na stavbah vzdolž ulice začela v 1880-ih, je bilo 75 % od 24 stavb zgrajenih v 1890-ih. Vendar pa je bila ulica pred svetovno razstavo leta 1897 prometna tako za pešce kot za vozila.
Bünsowova hiša (Bünsowska huset) na hišnih številkah 29–33, zgrajena v letih 1886–88, je postavila standard ne le za celotno ulico, temveč tudi za arhitekturo na Švedskem v 1890-ih. Poimenovana je po Friedrichu Bünsowu, ki je obogatel z lesom in z enako razkošno arhitekturo okrasil tudi osrednji Sundsvall. Njegov arhitekturni natečaj za lokacijo v Strandvägenu je dobil mladi arhitekt Isak Gustaf Clason, ki je med natečajem preučeval renesančno arhitekturo v dolini Loare. Od tam je uvozil stolpe, strešna okna in »poštene materiale« (tj. vidne opeke namesto ometa, ki je v prejšnjih desetletjih prevladoval v švedski arhitekturi). V svojem romanu Förvillelser iz leta 1895 je avtor Hjalmar Söderberg stavbo opisal kot »vztrajno in briljantno viteško pesem v kamnu«.
Čeprav je Bünsowova hiša postavila standard za ulico, je bila izjema, saj jo je naročil eden od potencialnih stanovalcev. Graditelji preostalih stavb na Strandvägenu so se dobro zavedali vrednosti prestižne lokacije in so zato naročili nekaterim najboljšim arhitektom tistega časa, da so oblikovali tako fasade kot 5–10-sobna stanovanja, da bi pritegnili svoje ekskluzivno občinstvo. Že od začetka so stroški najema za večino stanovanj za prestižnimi fasadami presegali povprečne plače. Manjša stanovanja na dvoriščih pa so bila namenjena ljudem z nizkimi dohodki.
Od leta 2005 napredujejo dela za preureditev Strandvägena v privlačnejše območje tako za pešce kot za ladje: pločniki so tlakovani z granitom, svetilke, klopi in koši za smeti pa so enotne oblike, parkirani avtomobili pa so omejeni na razpoložljiva podzemna parkirišča.[4]